# Суккулентное Кару
Суккулентное Кару — экорегион, включающий засушливые районы области Кару, Южно-Африканской Республики и Намибии, которые являются очагом биоразнообразия. Эндемиками этого экорегиона являются 67 родов и более 1900 видов растений. Наибольшим уровнем эндемизма среди животных характеризуются паукообразные, насекомые и рептилии.

## Описание

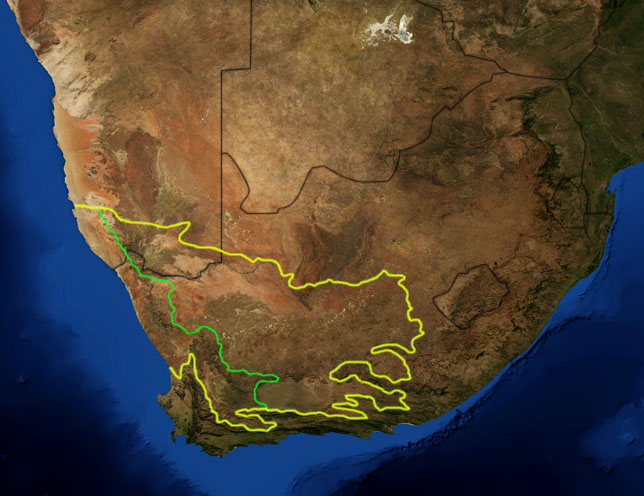
Карта двух экорегионов Кару, составленная Всемирным фондом дикой природы (WWF). Спутниковый снимок НАСА. Жёлтая линия охватывает два экорегиона. Зелёная линия отделяет Суккулент Кару на западе от Нама Кару на востоке. Национальные границы показаны чёрным цветом.

«Суккулентным Кару» называется западная часть региона Кару. Экорегион включает в себя западную часть провинции Карас Намибии, западную оконечность Северо-Капской провинции ЮАР и — в очень фрагментированном виде — северо-западную и центральную часть Западно-Капской провинции ЮАР. Суккулентное Кару занимает площадь в 102 700 км².
Суккулентное Кару является западным экорегионом области Кару, тогда как восточным экорегионом является Нама-Кару. Два экорегиона отличаются прежде всего режимом осадков: дожди выпадают в холодное время года (зимой) — в Суккулентном Кару, тогда как в жаркое время года (летом) — в Нама-Кару. Последний, расположен в основном на плато, имеет большую среднюю высоту над уровнем моря.
Регион Намакваленд на территории Намибии и ЮАР почти полностью расположен в Суккулентном Кару, а не в экорегионе Нама-Кару, как можно предположить из названия.

## Климат
На юге Суккулентное Кару ограничен финбошом со средиземноморским климатом, на востоке — Нама-Кару с более экстремальными температурами и переменным количеством осадков, а на севере — пустыней Намиб.

Этот регион характеризуется засушливыми условиями, особенностью, что придаёт ему сходство с другим полностью пустынным очагом биоразнообразия — Африканским Рогом. Крайне скудные зимние осадки колеблются от 20 до 290 мм в год на всей территории, но тем не менее в ней выделяют две области: Намакваленд — образующий прибрежную полосу вдоль Атлантического океана, включающую южную часть Намибии и Северо-Капскую провинцию. Здесь осадки выпадают преимущественно зимой, а теплый климат смягчается влиянием океана, воды которого значительно охлаждаются Бенгельским течением. Из-за такого контраста температур вдоль побережья создается густая завеса тумана. Второй район, называемый Южный Кару (Southern Karoo) — характеризуется более нерегулярными осадками, особенно весной и осенью, но имеет более выраженные климатические колебания, чем Намакваленде. Это связано, в том числе, с удаленностью от моря и более гористым характером этого района, расположенного к северу от пояса Капских Гор, с горами, высота которых местами превышает 1500 м.

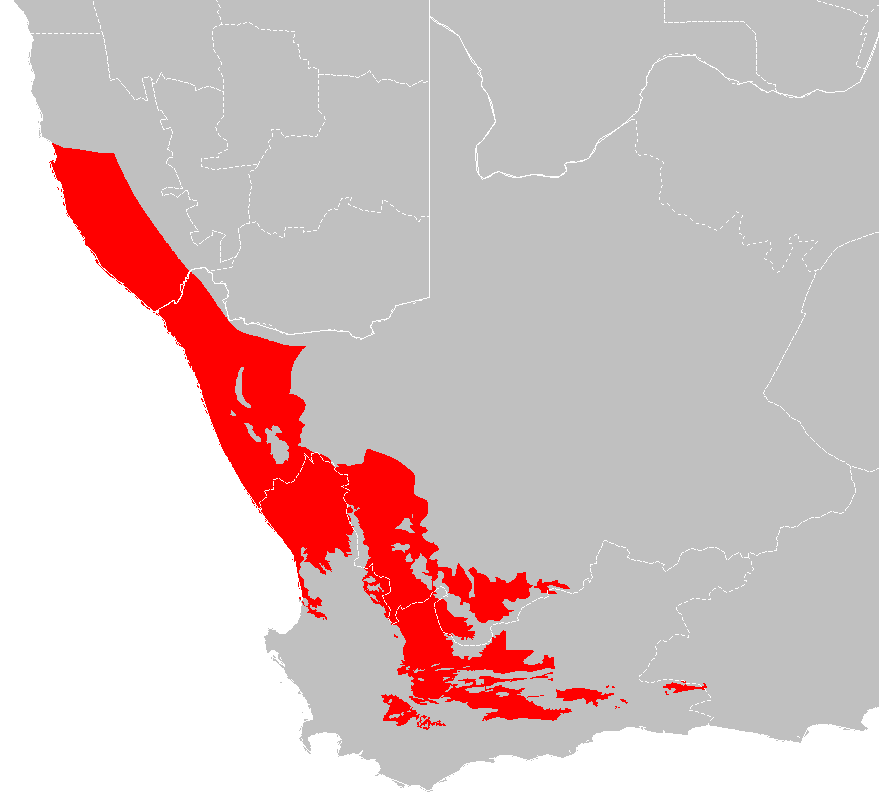
Территория Суккулентного Кару
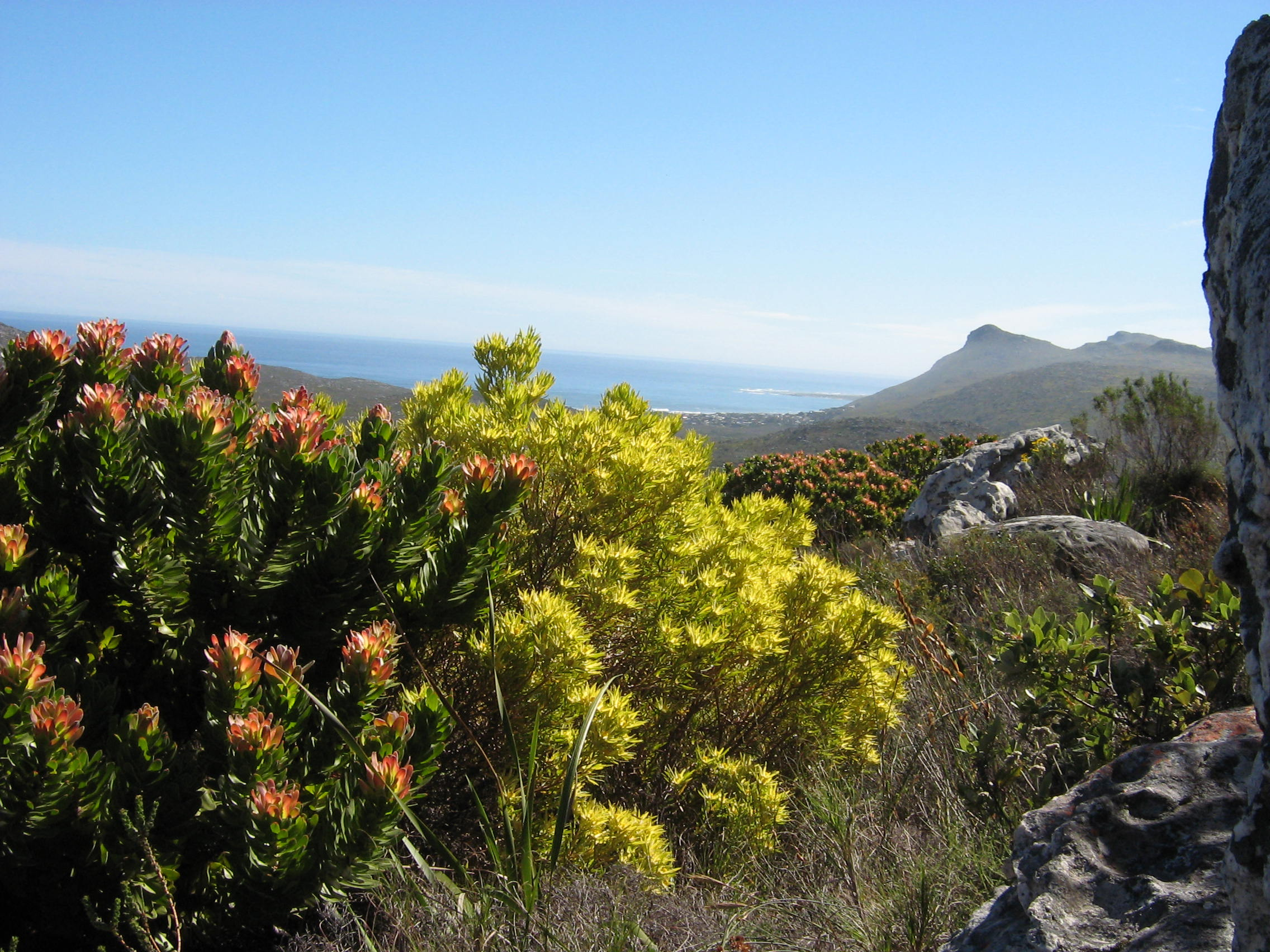
Горный финбош на юге
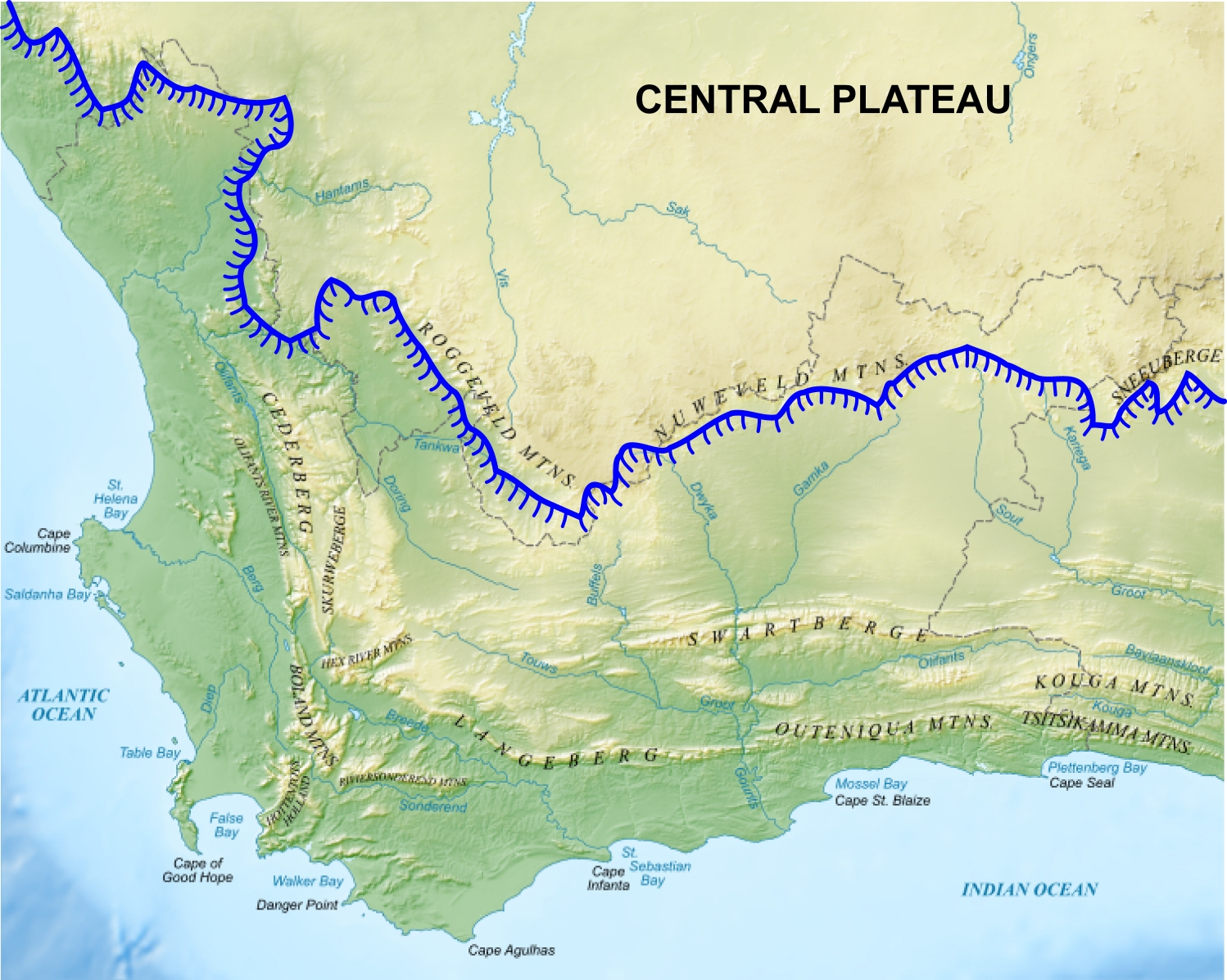
Пояс Капских Гор на юго-востоке
Капские Горы
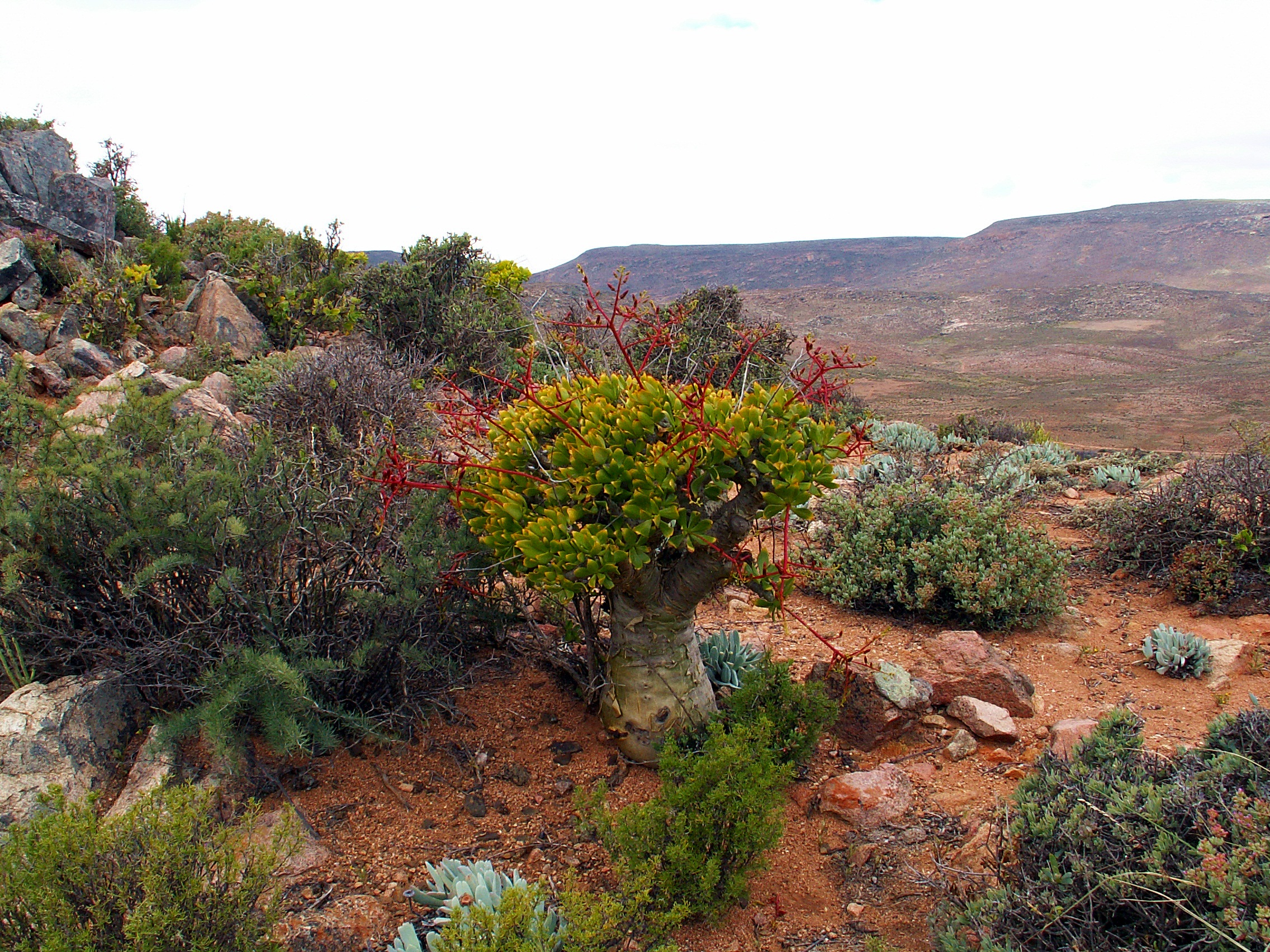
Экорегион Нама-Кару на востоке
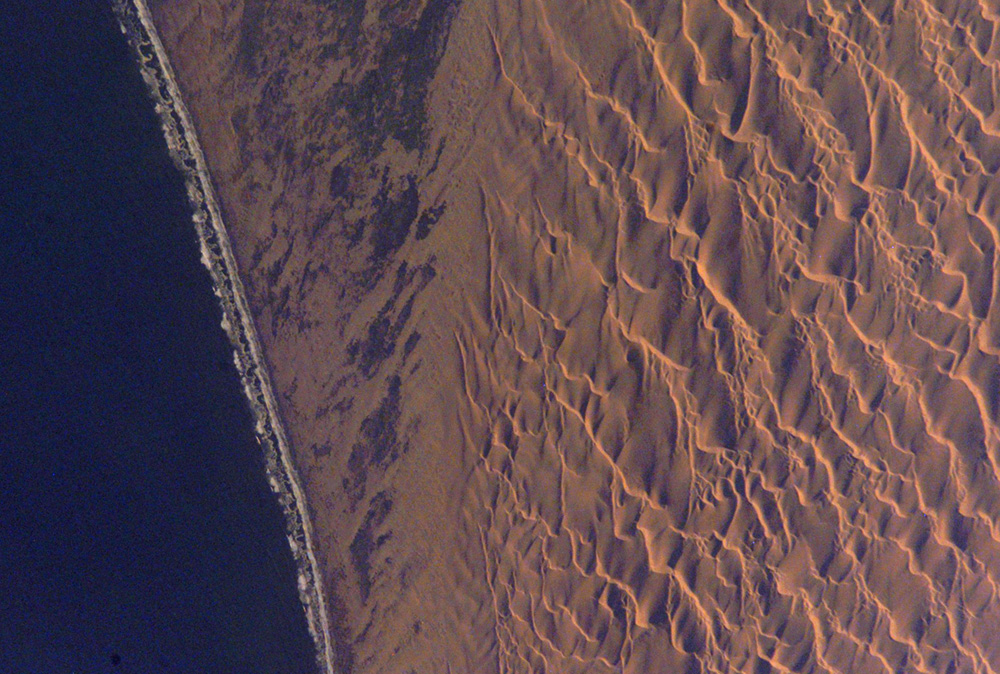
Пустыня Намиб на севере

Климат определяет формирование растительности с преобладанием ксерофитов (растений способных переносить продолжительную засуху и воздействие высоких температур), состоящую из небольших кустистых растений с преобладанием суккулентов. В отличие от некоторых более влажных регионов, таких как саванны, Кару является домом для многочисленных карликовых суккулентных растений, не очень разветвленных и часто снабженных подземными запасающими органами. Здесь произрастают многочисленные виды луковичных растений, а также травянистых растений, особенно в Намакваленде. Горные районы Южного Кару, более влажные, характеризуются более густой кустарниковой растительностью с преобладанием таких древовидных алоэ как например растение — алоэ дихотомическое.

## Биоразнообразие

### Флора

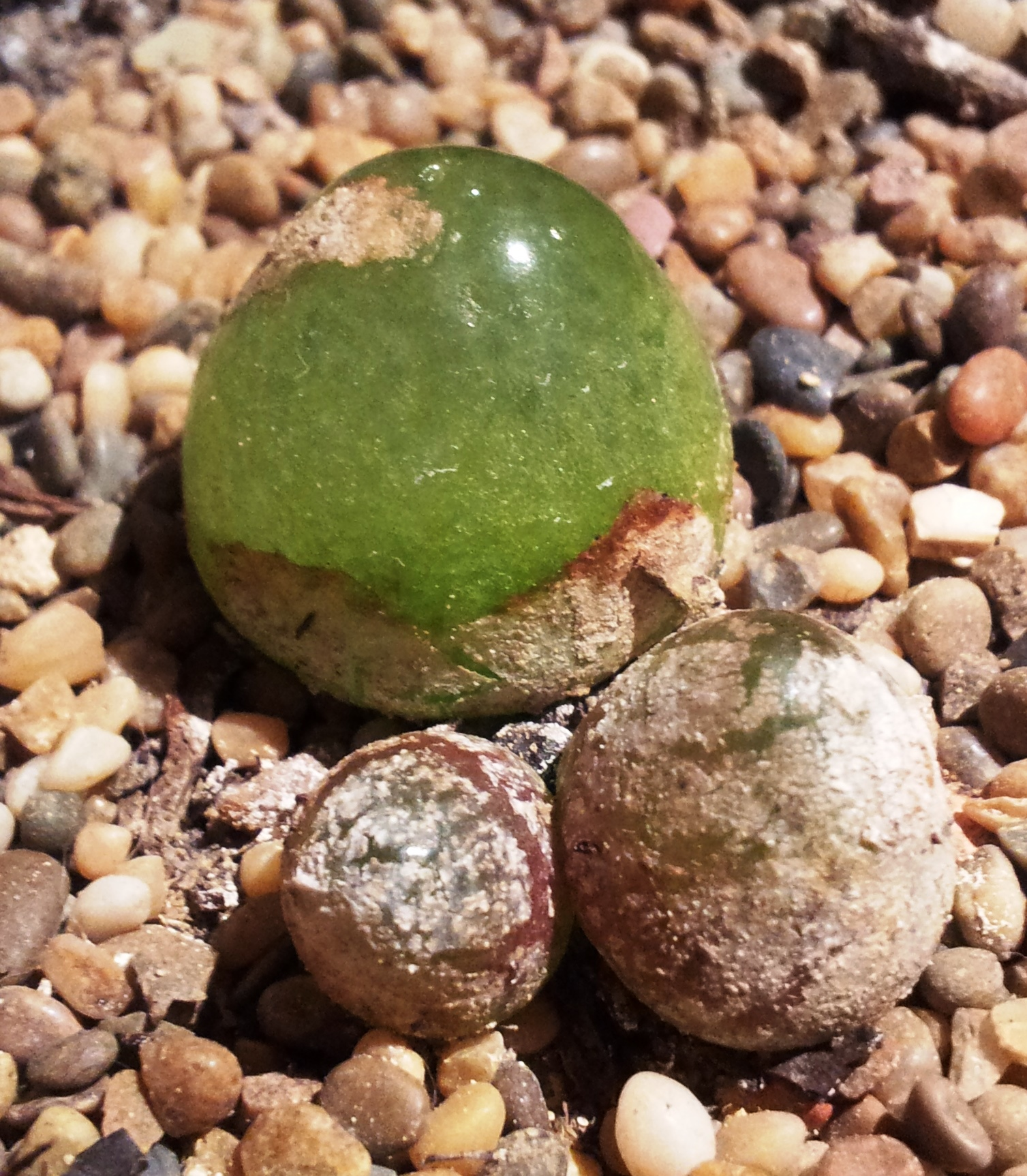
Конофитум Бургера

Суккулентое Кару — единственный полностью засушливый очаг биоразнообразия растений. Уровень эндемизма чрезвычайно высок: не менее 67 родов и более 1900 видов являются эндемиками этого экорегиона. Многие из них находятся под угрозой исчезновения из-за чрезвычайно узкого ареала, который они занимают и влияния деятельности человека включая выпас скота, добычу полезных ископаемых и незаконный сбор урожая в садах.
Район в основном характеризуется обилием суккулентных растений: зарегистрировано более 1700 видов, в основном принадлежащих к семействам аизовые (Конофитум, Дрозантемум, Литопс, Рушия), асфоделовые (Алоэ, Бульбина, Трахиандра) и толстянковые, в меньшей степени другие семейства, такие как Молочайные (Молочай) и Астровые (Разноплодница, Отонна). Также следует отметить присутствие луковичных растений семейств лилейные (Лашеналия, Птицемлечник), ирисовых (Бабиана, Лаперузия, Морея, Ромулея) и амариллисовые (Брунсвигия, Strumaria).
На фоне такого обилия травянистых видов небольшое количество видов древесных растений (зарегистрировано всего около 30 видов), среди которых выделяются Aloidendron pillansii, Aloidendron dichotomum и Пахиподиум намакванский.

### Фауна

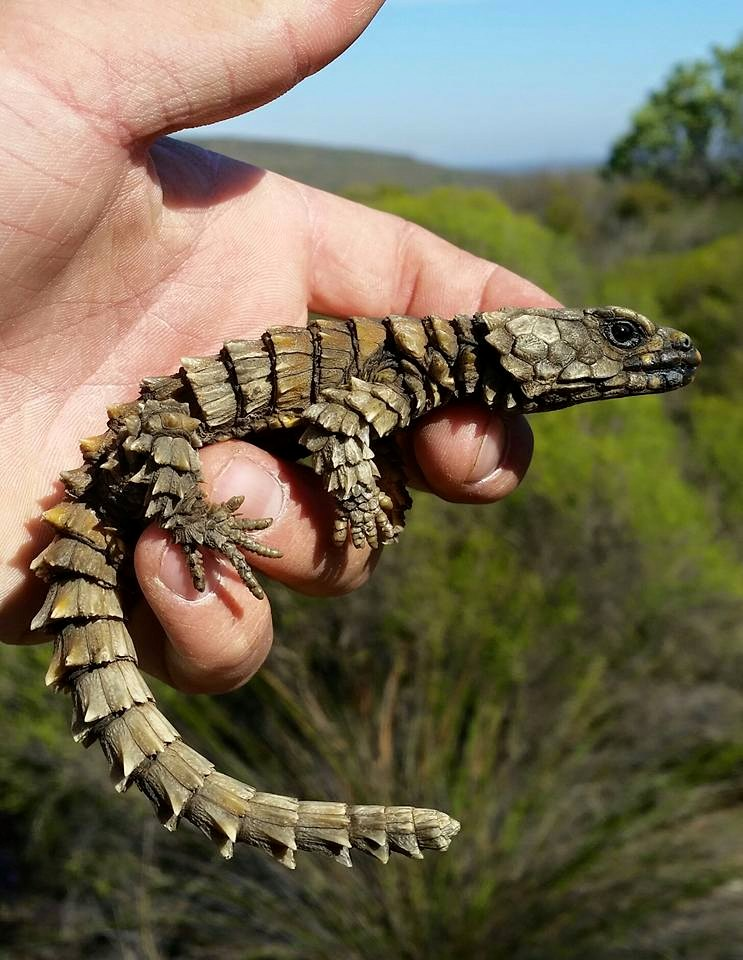
Малый поясохвост — один из шести эндемичных видов рода Настоящие поясохвосты

Было зарегистрировано 115 видов рептилий, 48 из которых являются эндемиками, а 15 — ограниченными эндемиками. К ним относятся черепаха Нама (Chersobius solus) и пятнистая черепаха мыса (Homopus signatus), считающаяся самой маленькой черепахой в мире. Среди ящеротазовых также много ограниченных эндемиков, среди которых: Acontias costialis и Typhlosaurus meyeri (Сцинковые), Goggia gemmula, Pachydactylus labialis и Pachydactylus namaquensis (Гекконы), Meroles ctenodactylus (Настоящие ящерицы) и 6 видов рода Настоящие поясохвосты (Поясохвосты). В регионе также обитает 15 видов амфибий, в том числе эндемичные Breviceps macrops, Breviceps namaquensis и Vandijkophrynus robinsoni.
Орнитофауна, также очень разнообразна, имеет менее значительную частоту эндемизма, так как из 226 отмеченных здесь видов птиц только 5 являются эндемичными: Emarginata schlegelii, Emarginata tractrac, Certhilauda curvirostris, Phalacrocorax ignorenus и Calendulauda barlowi.
Среди млекопитающих (обследовано 78 видов) есть 3 эндемика: Petromyscus barbouri, Cryptochloris zyli и Cryptochloris wintoni.
Очень важно присутствие энтомофауны, включая важных опылителей растений. Экорегион является центром большого биоразнообразия многочисленных семейств перепончатокрылых, как складчатокрылых ос (подсемейства веспины и цветочные осы), так и апоидных (семейства коллетиды, мелиттиды, мегахилиды), каждое из которых представлено многочисленными эндемиками. Среди мелиттид заслуживают упоминания пчелы рода Rediviva, специализирующиеся на сборе масел, выделяемых трихомами видов родов намезия и диасция (норичниковые) и являющиеся их специализированными опылителями. Наконец, особого упоминания заслуживает присутствие обширной группы жуков подсемейства хрущи, трибы цветоройки, очень широко распространенной группы на юге Африки, имеющей центр наибольшего биоразнообразия в Суккулентом Кару. Эти жуки являются почти специализированными опылителями многочисленных видов однодольных растений, присутствующих в регионе и принадлежащих к семействам лилейные (виды родов Daubenya (лат.) и птицемлечника), ирисовые (виды родов аристея, иксия и морея) и гипоксисовые.

## Охрана

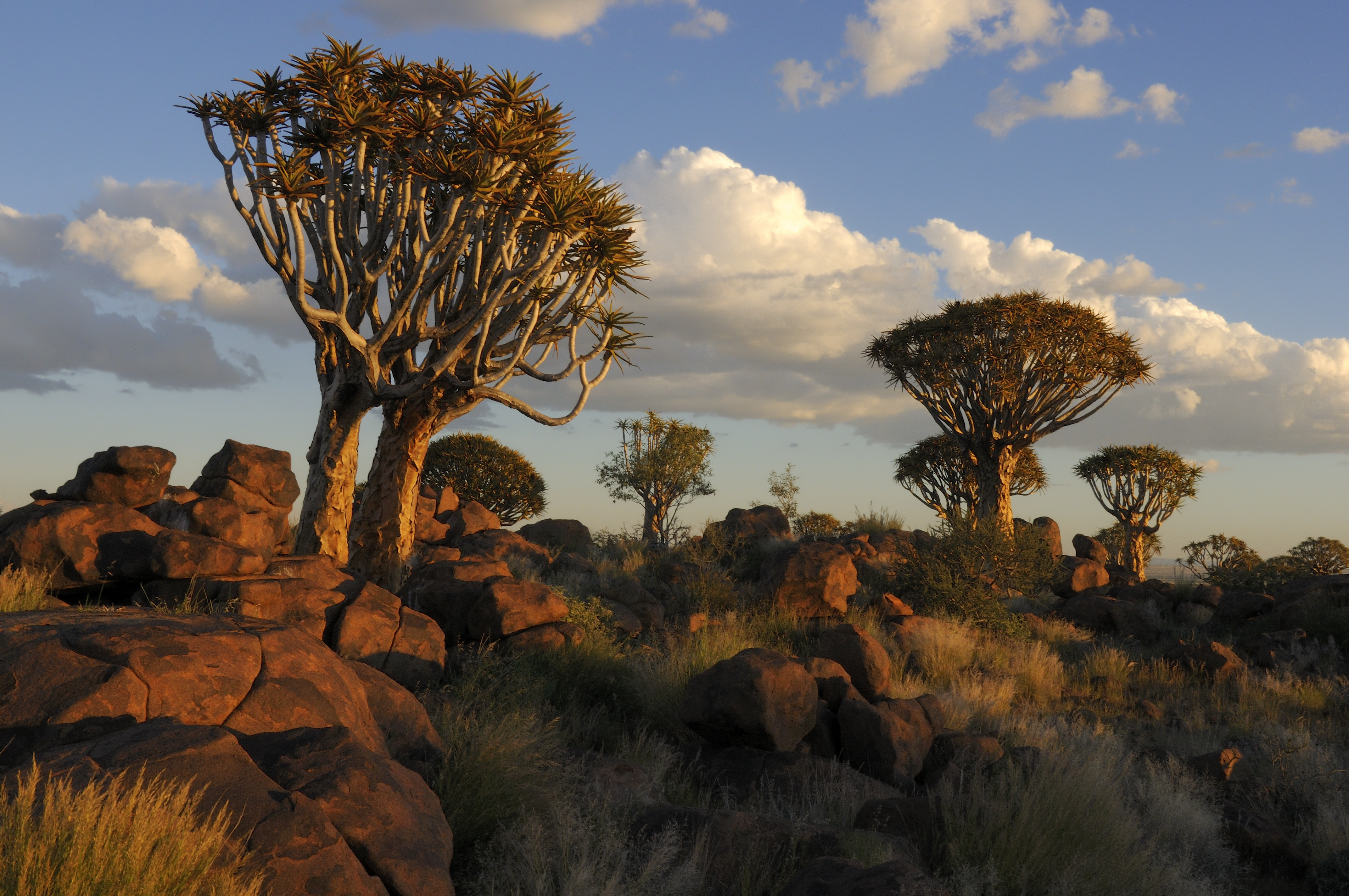
Алоэ дихотомическое недалеко от Китмансхупа, Намибия.

В отличие от большинства горячих точек, Суккулентое Кару представляет собой в целом менее тревожную ситуацию в отношении деградации природных объектов и растительности в целом. С населением всего 300 000 жителей на территории более 100 000 км² и методами ведения сельского хозяйства, адаптированными к ритму жизни спонтанной растительности, 29 % этого региона все ещё находятся в теоретически нетронутом состоянии. Однако больше всего страдают прибрежные районы. На самом деле, поскольку они очень богаты полезными ископаемыми, две трети побережья Южной Африки и все побережья Намибии, попадающие в границы этой горячей точки, использовались для добычи полезных ископаемых — алмазов, золота, гипса, мрамора, монацита, каолина, ильменита и титана — особенно в районе дельты Оранжевой реки. Сельское хозяйство, практикуемое в этом районе, также представляет угрозу. Чрезвычайно малое количество осадков препятствует любому типу крупномасштабного земледелия, но конструкция многочисленных плотин может позволить вести орошаемое земледелие, что неумолимо увеличит опустынивание. Интенсивное разведение страусов является причиной интенсивной деградации тысяч гектаров велдов в Южном Кару. Наконец, нельзя забывать о большом растительном разнообразии этой горячей точки, привлекающей жадность недобросовестных коллекционеров.
Парадоксально, но в таком хорошо сохранившемся регионе только 2,5 % Суккулентного Кару, то есть 2560 км², находятся под защитой, и только 1890 км² относятся к районам между категориями I и IV IUCN. Это ещё более поразительно, если принять во внимание густую сеть охраняемых территорий в Южной Африке. Трансграничный парк Аи-Аис-Рихтерсвельд площадью 1624 км² является крупнейшим национальным парком в экорегионе. В очаге биоразнообразия обитает почти 900 видов исчезающих растений, и действующая система охраны не позволяет гарантировать полную защиту всего этого биоразнообразия. Следует отметить две важные инициативы по защите этой горячей точки: создание в 1999 году Национального парка Намаква, который защищает 700 км² засушливых лугов и пустынь в северо-западном секторе Северо-Капской провинции, и создание SKEP (Succulent Karoo Ecosystem Program), целью которой является установление сотрудничества между учеными и землевладельцами для защиты как исчезающих видов, так и целостности экосистем с помощью более экологически безопасных методов работы, а также повышение осведомленности общественности об угрозах невероятному биоразнообразие Суккулентного Кару.

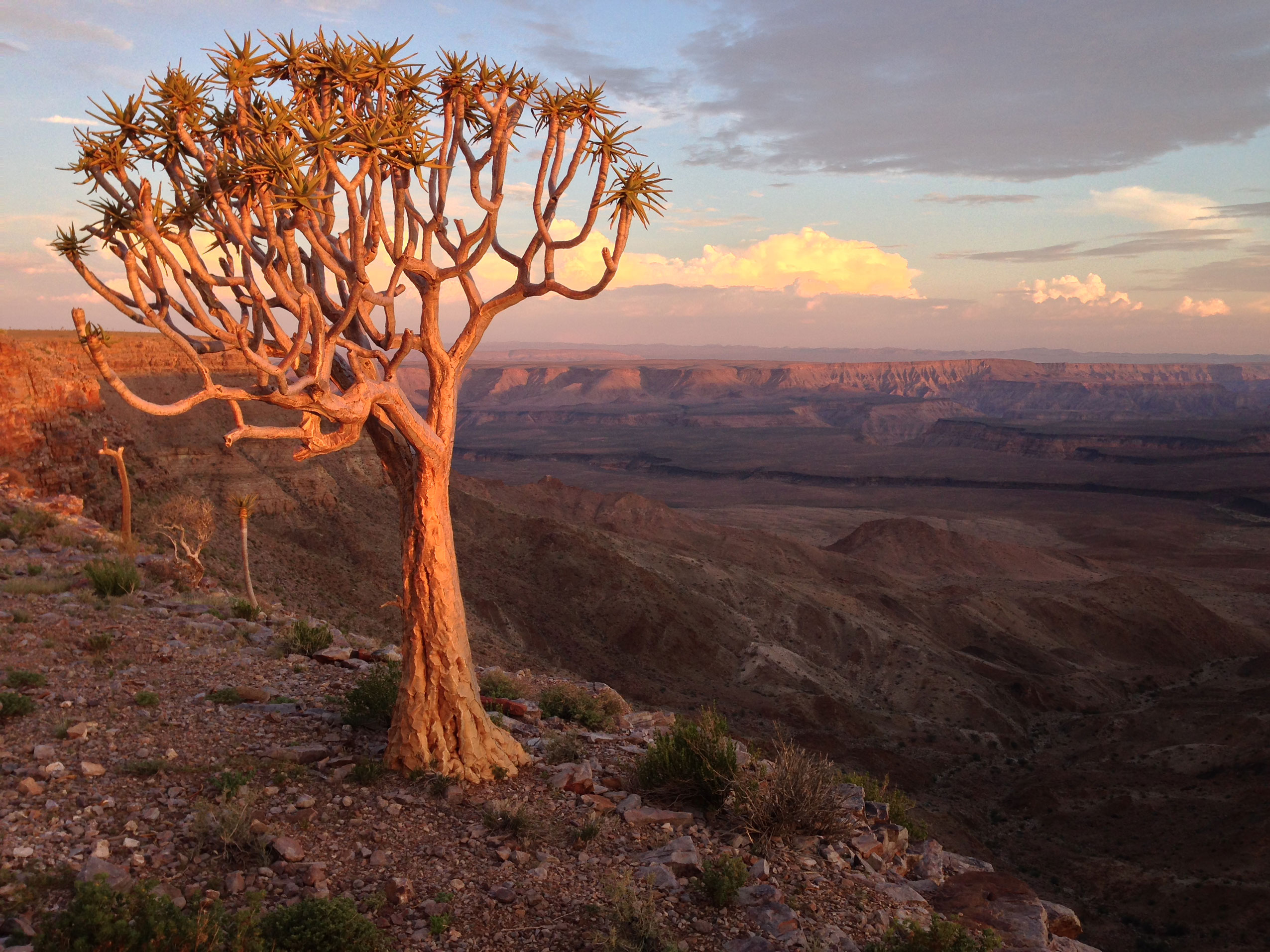
Трансграничный парк Аи-Аис-Рихтерсвелд
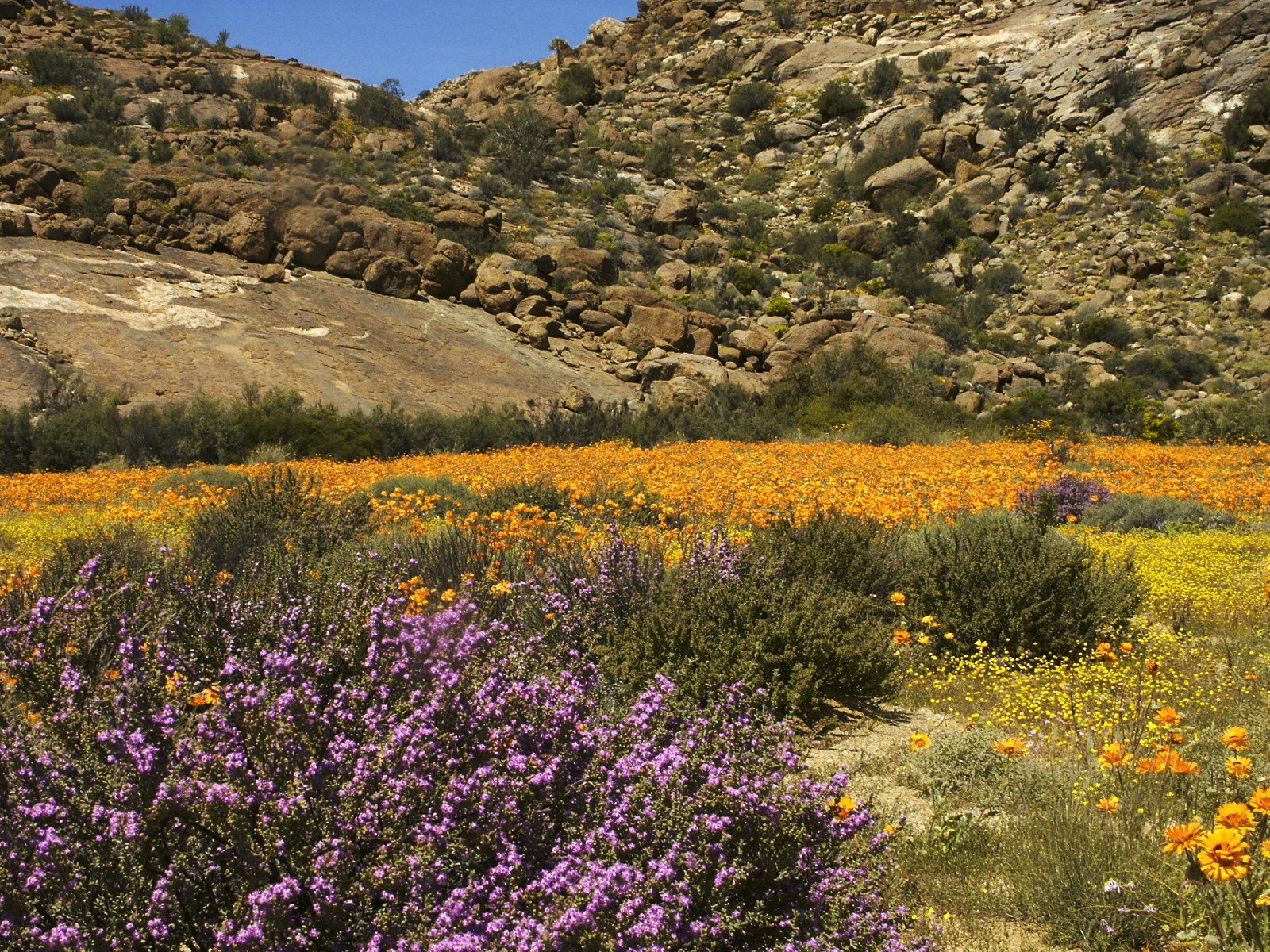
Национальный парк Намаква